# Karl Johansgatan

Karl Johansgatan omkring 1900, med Hulda Sköldbergs bostadshus till vänster i bilden

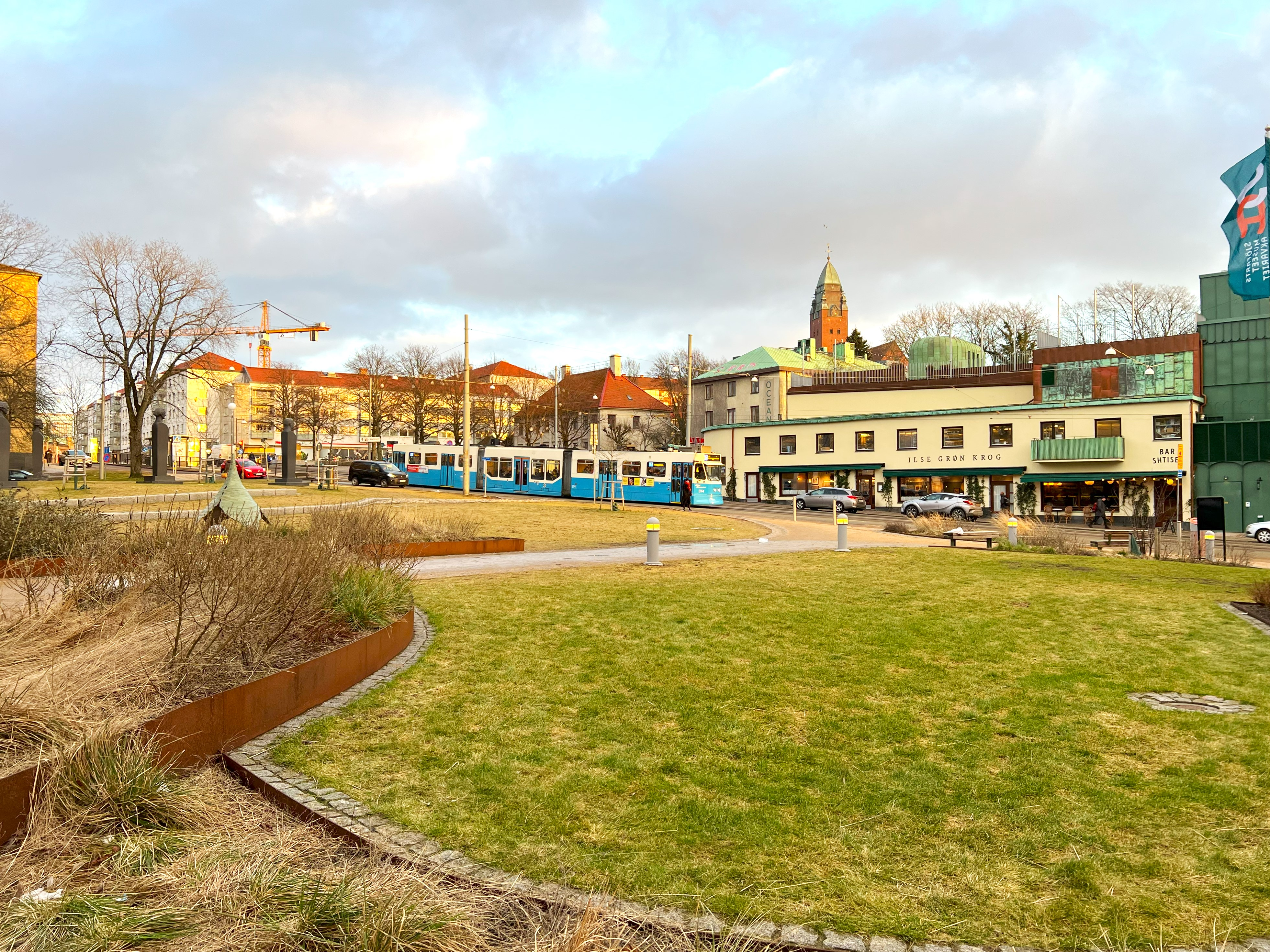
Gamla varvsparken vid Sjöfartsmuseet Akvariet. I bakgrunden Karl Johansgatan och längst bort skymtar Masthuggskyrkans torn, 2023.

Karl Johansgatan är en gata inom stadsdelarna Majorna (1:a, 2:a och 4:e rote), Kungsladugård och Sandarna i Göteborg. Den är cirka 2 600 meter lång och sträcker sig från Stigbergstorget till Fridhemsgatan vid Kungsstensmotet. I början av gatan vid Gamla varvsparken ligger bland andra Sjöfartsmuseet Akvariet.
Karl Johansgatan fick sitt namn år 1882 efter Karl XIV Johan. Väster om Carl Johans kyrka utgjorde gatan en del av Allmänna Vägen. En sträcka mellan Stigbergstorget och Carl Johans kyrka kallas ofta Hängmattan, då den sträcker sig tvärs genom en dalsänka mellan två höjder.